# Елисейкин, Станислав Агафонович
Станислав Агафонович Елисейкин (род. 4 марта 1946, Гижига, Магаданская область) — государственный деятель, депутат Государственной думы четвёртого созыва.

## Биография
Врач высшей квалификационной категории, «Отличник здравоохранения России». За большие заслуги в развитии здравоохранения Магаданской области и защите вопросов охраны материнства и детства в 1998 году присвоено звание «Заслуженный врач России».
С 1994 года избирался депутатом Магаданской областной Думы первого, второго и третьего созывов, бессменный председатель комиссии по социальным вопросам.

### Депутат госдумы
7 декабря 2003 годы избран депутатом Государственной Думы Российской Федерации четвёртого созыва.